# Литературная премия Тайко Хирабаяси
Литературная премия Тайко Хирабаяси (яп. 平林たい子文学賞 Хирабаяси Тайко бунгаку сё:) — литературная премия Японии, вручавшаяся с 1973 по 1997 годы. Была учреждена по завещанию писательницы Тайко Хирабаяси. В соответствии с последним премия была ориентирована на «тех, кто, отдав себя без остатка литературе, не получил должного признания».

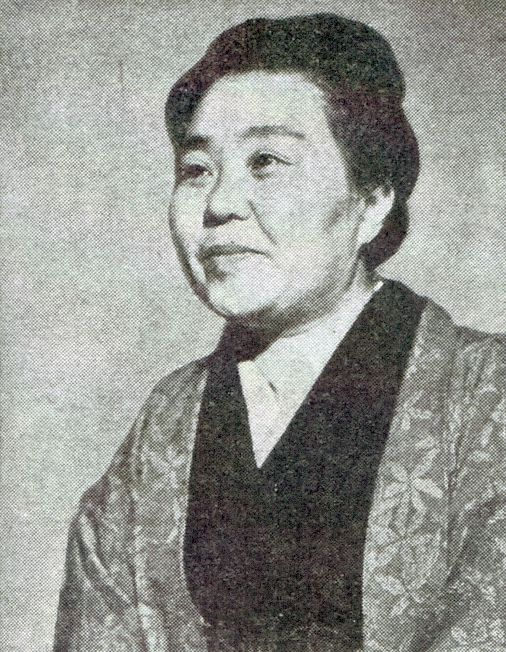
Тайко Хирабаяси

Присуждалась ежегодно за выдающееся художественное или литературоведческое произведение. С 1989 года куратором премии стало издательство «Коданся» (до этого ей занимался круг бывших близкими Хирабаяси литераторов). В 1997 году после вручения премии в 25-й раз она была упразднена. В числе лауреатов Канъя Мияути (1978), Синтаро Исихара (1988), Юко Цусима (1989), Рю Мураками (1996).